# John Norris (philosophe)
Pour les articles homonymes, voir John Norris et Norris.
John Norris (1657-1711) est un philosophe et théologien anglais. 
Il occupe diverses cures et combat les déistes (Locke, Toland, Dodwell, etc.). Il est grand partisan de Platon et il adopte la doctrine de Malebranche sur la Vision en Dieu. Outre ses opuscules philosophiques, on lui doit des sermons et des poésies

## Œuvres
- La racine de la liberté, 1687 ;
- La Raison et la Religion, 1689 ;
- Réflexions sur la conduite de la vie humaine, 1698 ;
- Discours sur l'immortalité naturelle de l'âme, 1708 ;
- La Théorie et les lois de l'amour, 1688 ;
- De la lumière divine, 1692 ;
- Théorie du monde idéal, 1701-4, 2 vol., son ouvrage capital ;
- Lettres sur l'amour de Dieu, 1705.

## Sources
Marie-Nicolas Bouillet  et Alexis Chassang (dir.), « Jean Norris » dans Dictionnaire universel d’histoire et de géographie, 1878 (lire sur Wikisource)
- (en) R.Acworth, The philosophy of John Norris of Bemerton, New York, 1979.